# Polyzonus watsoni
Polyzonus watsoni är en skalbaggsart som beskrevs av Charles Joseph Gahan 1906. Polyzonus watsoni ingår i släktet Polyzonus och familjen långhorningar.
Artens utbredningsområde är:
- Laos.
- Burma.

Inga underarter finns listade i Catalogue of Life.